# 波尔图足球俱乐部
波圖足球會（葡萄牙語：Futebol Clube do Porto）是一家位於葡萄牙北部城市波爾圖市以足球為主的體育會。於1893年成立。波圖是首兩屆葡萄牙甲組聯賽的盟主，但及後葡萄牙体育及本菲卡的崛起，45年間只曾經奪得4屆聯賽冠軍。直至80年代末開始橫掃多屆聯賽冠軍，成為葡萄牙最成功之一的球隊。波圖是唯一成為G-14成員的葡萄牙足球會。
波圖歷史上共奪得過兩屆歐洲聯賽冠軍盃冠軍。1987年首次成為歐冠盃盟主。2004年更勇挫曼聯，里昂及拉科魯尼亞，在德國蓋爾森基興舉行的決賽3比0擊敗摩納哥球會摩納哥，17年後再次成為歐洲冠軍。繼1975年至1977年的利物浦第二隊兩年內連續奪得歐洲足協盃及歐冠冠軍的球隊。
波圖除了足球運動外還會發展其他體育運動，旗下的籃球隊及手球隊在國內同樣多次奪得全國冠軍，而冰球隊更是全國最具實力的隊伍。
現時球隊主場位於2003年建成的火龍球場（Estádio do Dragão），並成為2004年歐洲國家盃揭幕戰舉行場地，之前採用 Estádio das Antas 作為球會主場長達51年。
波圖高層精於挖掘潛力球員並低買高賣，以此手法增加許多收入，被戲稱為「歐足黑店」。

## 球队主场
现时球队主场位于2003年建成的巨龙球场，可以容纳50,476名观众。球场在前波尔图的球场Estádio das Antas上原址重建。球场于2003年完成兴建，并作为2004年欧洲国家杯的比赛场地之一。时至今日，球场及邻近的住宅购物区相继落成。球场的名字中有“龙”的原因是由于波尔图的会徽的皇冠上有一条龙。因此，球场亦以该条龙，作为球场的名称。

## 球會錦標

### 國內
- 葡萄牙超級足球聯賽

冠軍 (30次)：1934–35, 1938–39, 1939–40, 1955–56, 1958–59, 1977–78, 1978–79, 1984–85, 1985–86, 1987–88, 1989–90, 1991–92, 1992–93, 1994–95, 1995–96, 1996–97, 1997–98, 1998–99, 2002–03, 2003–04, 2005–06, 2006–07, 2007–08, 2008–09, 2010–11, 2011–12, 2012–13, 2017–18, 2019–20, 2021–22
- 葡萄牙盃

冠軍 (20次)：1955–56, 1957–58, 1967–68, 1976–77, 1983–84, 1987–88, 1990–91, 1993–94, 1997–98, 1999–2000, 2000–01, 2002–03, 2005–06, 2008–09, 2009–10, 2010–11, 2019–20, 2021–22, 2022–23, 2023–24
- 葡萄牙超級盃

冠軍 (24次) – 紀錄：1981, 1983, 1984, 1986, 1990, 1991, 1993, 1994, 1996, 1998, 1999, 2001, 2003, 2004, 2006, 2009, 2010, 2011, 2012, 2013, 2018, 2020, 2022, 2024
- 葡萄牙錦標賽

冠軍 (4次) – 共同紀錄： 1921–22, 1924–25, 1931–32, 1936–37

### 歐洲
- 歐洲冠軍盃／歐洲冠軍聯賽

冠軍 (2次)：1986–87, 2003–04
- 歐洲足協盃／歐霸盃

冠軍 (2次)：2002–03, 2010–11
- 歐洲超級盃

冠軍 (1次)：1987年

### 國際
- 洲際盃

冠軍 (2次)：1987年, 2004年

## 球員名單（2025-2026球季）
1. 粗體字為新加盟球員（青年隊提升不計）。
2. 者為傷患球員。
3. 2025年夏季轉會窗（英语：List of Portuguese football transfers summer 2025）：6月1日至10日，6月16日至9月1日。

### 目前效力
| 號碼  | 國籍     | 球員                                  | 位置     | 年齡  | 加盟年份 | 前屬球會   | 轉會費      |
| 門 將 | 門 將    | 門 將                                 | 門 將    | 門 將 | 門 將    | 門 將      | 門 將       |
| ----- | -------- | ------------------------------------- | -------- | ----- | -------- | ---------- | ----------- |
| 14    | 葡萄牙   | （Cláudio Ramos）                     | 門將     | 33    | 2020     | 唐迪拉     | 自由轉會    |
| 94    | 巴西     | （Samuel Portugal）                   | 門將     | 31    | 2022     | 樸迪莫倫斯 | 250萬歐元   |
| 99    | 葡萄牙   | （Diogo Costa）                       | 門將     | 25    | 2019     | 青年隊     | --          |
| 後 衛 |          |                                       |          |       |          |            |             |
| 2     | 葡萄牙   | 法比奥·（Fábio Cardoso）              | 中坚     | 31    | 2021     | 辛達卡拉   | 220萬歐元   |
| 4     | 葡萄牙   | 奧塔維奧（Otávio）                    | 中堅     | 25    | 2024     | 法馬利康   | 1,200萬歐元 |
| 5     | 西班牙   | （Iván Marcano）                      | 中坚     | 38    | 2019     | 羅馬       | 308萬歐元   |
| 12    | 奈及利亞 | （Zaidu Sanusi）                      | 左闸     | 28    | 2020     | 辛達卡拉   | 400萬歐元   |
| 23    | 葡萄牙   | （João Mário）                        | 右閘     | 25    | 2018     | 青年隊     | --          |
| 24    | 阿根廷   | （Nehuén Pérez）                      | 中后卫   | 25    | 2024     | 乌迪内斯   | 1,330萬歐元 |
| 52    | 葡萄牙   | 馬蒂姆·費爾南德斯（Martim Fernandes） | 后卫     | 19    | 2023     | 青年隊     | --          |
| 74    | 葡萄牙   | 弗朗西斯科·莫拉（Francisco Moura）    | 后卫     | 26    | 2024     | 法馬利康   | 500萬歐元   |
| 97    | 葡萄牙   | 澤·佩德羅（Zé Pedro）                 | 后卫     | 28    | 2021     | 青年隊     | --          |
| 中 場 |          |                                       |          |       |          |            |             |
| 6     | 加拿大   | （Stephen Eustáquio）                 | 防中     | 28    | 2022     | 費利拿     | 421萬歐元   |
| 8     | 塞尔维亚 | （Marko Grujić）                      | 中場     | 29    | 2021     | 利物浦     | 900萬歐元   |
| 15    | 葡萄牙   | 瓦斯科·索薩（Vasco Sousa）            | 中場     | 22    | 2023     | 青年隊     | --          |
| 17    | 西班牙   | （Gabri Veiga）                       | 進攻中場 | 23    | 2025     | 吉達艾阿里 | 自由轉會    |
| 20    | 葡萄牙   | （André Franco）                      | 中場     | 27    | 2022     | 艾斯杜尼   | 407萬歐元   |
| 22    | 阿根廷   | （Alan Varela）                       | 中場     | 24    | 2023     | 河床       | 800萬歐元   |
| 25    | 阿根廷   | 托马斯·佩雷斯（Tomás Pérez）          | 正中場   | 19    | 2025     | 紐維爾舊生 | 300萬歐元   |
| 28    | 葡萄牙   | 罗马里奥·巴羅（Romário Baró）             | 中场     | 24    | 2019     | 青年隊     | --          |
| 77    | 西班牙   | （Iván Jaime）                        | 邊鋒     | 24    | 2023     | 法馬利康   | 1,000萬歐元 |
| 86    | 葡萄牙   | 罗德里戈·莫拉（Rodrigo Mora）         | 中場     | 18    | 2024     | 青年隊     | --          |
| 前 鋒 |          |                                       |          |       |          |            |             |
| 7     | 巴西     | 威廉·戈麥斯（William Gomes）          | 边鋒     | 19    | 2025     | 聖保羅     | 900萬歐元   |
| 9     | 西班牙   | （Samu Omorodion）                    | 中鋒     | 21    | 2024     | 马德里竞技 | 1,500萬歐元 |
| 11    | 巴西     | （Pepê Cossa）                        | 前鋒     | 28    | 2021     | 甘美奧     | 1,540萬歐元 |
| 27    | 瑞典     | 德尼茲·居爾（Deniz Gül）              | 中鋒     | 21    | 2024     | 哈馬比     | 450萬歐元   |

1. ↑  租借一季(24/25)後買斷，租借費408萬歐元

### 外借球員
| 號碼             | 國籍             | 球員                  | 位置             | 年齡             | 加盟年份         | 外借球會         | 外借球季                |
| 2025年夏季轉會窗 | 2025年夏季轉會窗 | 2025年夏季轉會窗      | 2025年夏季轉會窗 | 2025年夏季轉會窗 | 2025年夏季轉會窗 | 2025年夏季轉會窗 | 2025年夏季轉會窗        |
| ---------------- | ---------------- | --------------------- | ---------------- | ---------------- | ---------------- | ---------------- | ----------------------- |
| 19               | 英格兰           | 丹尼·（Danny Namaso） | 前鋒             | 24               | 2020             | 歐塞爾           | 25/26球季               |
| -                | 巴西             | （Gabriel Veron）     | 边鋒             | 22               | 2022             | 山度士           | 24/25下半季 25/26上半季 |

### 離隊球員
1. 『*』為先租出一季或半季後售出。

| 號碼             | 國籍             | 球員                    | 位置             | 年齡             | 加盟年份         | 加盟球會         | 轉會費           |
| 2025年夏季轉會窗 | 2025年夏季轉會窗 | 2025年夏季轉會窗        | 2025年夏季轉會窗 | 2025年夏季轉會窗 | 2025年夏季轉會窗 | 2025年夏季轉會窗 | 2025年夏季轉會窗 |
| ---------------- | ---------------- | ----------------------- | ---------------- | ---------------- | ---------------- | ---------------- | ---------------- |
| 3                | 葡萄牙           | （Tiago Djaló）         | 中后卫           | 25               | 2024             | 尤文图斯         | 租借歸還         |
| 10               |                  | （Fábio Vieira）        | 進攻中場／右翼   | 25               | 2024             | 阿森纳           | 租借歸還         |
| 21               | 西班牙           | （Fran Navarro）        | 前鋒             | 27               | 2023             | 布拉加           | 270萬歐元*       |
| 70               | 葡萄牙           | （Gonçalo Borges）      | 邊鋒             | 24               | 2020             | 飛燕諾           | 1,000萬歐元      |
| -                | 葡萄牙           | （Francisco Conceição） | 右翼             | 22               | 2023             | 尤文图斯         | 3,200萬歐元*     |

## 著名球員
- （Paulo Futre，1984-87）
- 古圖（Fernando Couto，1988，1990-94）
- （Vítor Baía，1988-96，1999-2007）
- （Jorge Costa，1990-2005）
- （Zlatko Zahovic，1996-99）
- 查度（Mário Jardel，1996-2000）
- （Sérgio Conceição，1996-98，2004）
- （Ricardo Carvalho，1998-99，2001-04）
- （Deco，1998-2004）
- （Jorge Andrade，2000-02）
- （Costinha，2001-05）
- （Hélder Postiga，2001-03，2004-08）
- （Paulo Ferreira，2002-04）
- （Maniche，2002-05）
- （Benni McCarthy，2002-06）
- （Ricardo Costa，2002-07）
- （Hugo Almeida，2003-07）
- （José Bosingwa，2003-08）
- （Luís Fabiano，2004-05）
- （Giourkas Seitaridis，2004-05）
- （Diego，2004-06）
- （Raúl Meireles，2004-10）
- （Ricardo Quaresma，2004-08，2014-15）
- （Pepe，2004-07，2019-24）
- （Lisandro López，2005-09）
- （Lucho González，2005-09，2012-14）
- （Bruno Alves，2005-10）
- （Anderson，2006-07）
- （Hulk，2008-12）
- （Fredy Guarín，2008-12）
- （Fernando Reges，2007-14）
- （Rolando，2008-15）
- （Aly Cissokho，2009，2015）
- （Radamel Falcao，2009-11）
- （Álvaro Pereira，2009-12）
- （João Moutinho，2010-13）
- （James Rodríguez，2010-13）
- 尼古拉斯·奧塔門迪（Nicolás Otamendi，2010-14）
- （Eliaquim Mangala，2011-14）
- （Alex Sandro，2011-15）
- （Danilo，2011-15）
- （Ricardo Pereira，2013-18）
- （Héctor Herrera，2013-19）
- （Casemiro，2014-15）
- （Rúben Neves，2014-17）
- （Óliver Torres，2014-15，2016-19）
- （Otávio，2014-23）
- （André Silva，2015-17）
- （Iker Casillas，2015-20）
- （Danilo Pereira，2015-21）
- （Sérgio Oliveira，2015-22）
- （Tecatito，2015-22）
- （Willy Boly，2016-18）
- （Felipe，2016-19）
- （José Sá，2016-19）
- （Alex Telles，2016-20）
- （Diogo Dalot，2017-18）
- （Éder Militão，2018-19）
- 法比奥·（Fábio Silva，2019-20）
- （Luis Díaz，2019-22）
- 法比奥·（Fábio Vieira，2020-22，2024–）
- （Vitinha，2020-22）
- （Evanilson，2020-24）

## 著名領隊
- Yustrich（英语：Yustrich）（Dorival_Knippel）
- 佩德羅托（José Maria Pedroto）
- 亞瑟·豪爾赫（Artur Jorge）
- 波比·笠臣（Bobby Robson）
- 安東尼奧·奧利維拉（英语：António Oliveira (footballer, born 1952)）（António Oliveira）
- （José Mourinho）
- （André Villas-Boas）

## 外部連結
- 波圖官方網站